# 16505 Sulzer
16505 Sulzer è un asteroide della fascia principale. Scoperto nel 1990, presenta un'orbita caratterizzata da un semiasse maggiore pari a 2,9924080 UA e da un'eccentricità di 0,0769007, inclinata di 10,65524° rispetto all'eclittica.